# Kartell S.p.A
Kartell eller Kartell S.p.A är en designbyrå grundad av ingenjören Giulio Castelli 1949 i Italien. De strävar efter att producera möbler som sammanför funktionalitet och estetik.

## Historia
Inledningsvis producerade företaget biltillbehör i plast, där de bland annat tillverkat takräcken för Fiat. De har dessutom tillverkat hushållsartiklar, laboratorieutrustning och lampor. När Claudio Luti tog över företaget år 1988 utökades möbeltillverkningen markant och även samarbete med utomstående designers. Idag arbetar företaget med en mängd kända designer, bland annat Ron Arad, Philippe Starck, Patricia Urquiola och Doshi Levien. Kartell har under årens gång vunnit det prestigefyllda priset Compasso d'Oro totalt nio gånger. Den internationella berömmelse kom först 1972 då företaget deltog i en utställning på Museum of Modern Art i New York som tillägnades inredning tillverkad i Italien. De produkter som då presenteras är fortfarande en del av museets permanenta samling.